# Hristo Etropolski
Hristo Mikhaïlov Etropolski (Bulgare : Христо Михайлов Етрополски), né le 18 mars 1959 à Sofia, est un escrimeur bulgare qui a remporté cinq médailles mondiales et participé à deux Jeux olympiques avec pour arme le sabre. Il est le frère jumeau de Vasil Etropolski, champion du monde de sabre en 1983.

## Carrière
Hristo et Vasil Etropolski concentrent la grande majorité des médailles mondiales de la Bulgarie. Tous deux ont remporté deux médailles en individuel et contribué à trois médailles supplémentaires par équipes. À la différence de son frère, Hristo n'a jamais remporté de médaille d'or (ni, par ailleurs, remporté la coupe du monde d'escrime). Médaillé d'argent en 1985, battu par le Hongrois György Nébald et de bronze en 1983, il a également remporté l'argent à deux reprises par équipes en 1985 et 1987 et le bronze à domicile à Sofia en 1986.
Il a pris part aux Jeux olympiques d'été de 1980, se classant cinquième en individuel (une place derrière son frère), ainsi qu'à ceux de 1988 à Séoul (21e). Dans les deux cas, il prend la huitième place par équipes. Il ne participe pas aux Jeux de 1984 à Los Angeles, en conséquence du boycott de l'Union soviétique et de plusieurs pays de l'Europe de l'Est.

## Palmarès
- Championnats du monde d'escrime
  -  Médaille d'argent par équipes aux championnats du monde d'escrime 1987 à Lausanne
  -  Médaille d'argent aux championnats du monde d'escrime 1985 à Barcelone
  -  Médaille d'argent par équipes aux championnats du monde d'escrime 1985 à Barcelone
  -  Médaille de bronze par équipes aux championnats du monde d'escrime 1986 à Sofia
  -  Médaille de bronze aux championnats du monde d'escrime 1983 à Vienne